# چیدی اودیا
چیدی اودیا (انگلیسی: Chidi Odiah؛ زادهٔ ۱۷ دسامبر ۱۹۸۳) یک بازیکن فوتبال اهل نیجریه است.
وی همچنین در تیم‌های ملی فوتبال نیجریه نیجر بازی کرده‌است.